# Kriegsgefangenenlager Dülmen

Kriegsgefangenenlager Dülmen

Plan, 1916

Das Kriegsgefangenenlager Dülmen aus der Zeit des Ersten Weltkriegs befand sich in der Sythener Mark zwischen Hausdülmen und Sythen. Hier waren während des Kriegs etwa 10.000 Kriegsgefangene auf einer Fläche von 50 Hektar untergebracht.

## Geschichte
Das 75 Hektar große Gelände gehörte zu den Besitztümern des Herzogs von Croÿ. Mit der Errichtung wurde im Dezember 1914 begonnen. Am 21. Januar 1915 trafen die ersten Kriegsgefangenen ein. Es handelte sich um etwa 150 Franzosen, die bei Verdun in deutsche Gefangenschaft geraten waren. Es folgten 100 englische Seeleute, die in der Seeschlacht am Skagerrak von den untergegangenen Schiffen gerettet wurden. Es gab später vier Bereiche: Block I für Franzosen und Belgier, Block II für Briten und Block III für Russen und andere Osteuropäer sowie eine Lazarettgruppe. Die Baracken selbst beherbergten jeweils bis zu 130 Personen.
Ältere bzw. nicht voll kriegstaugliche Soldaten des 27. Landsturm-Infanterie-Ersatzbataillons wurden als Wachen eingesetzt, Teil des VII Armee-Korps, Teil der in Flandern kämpfenden II. Armee. Leiter war Generalmajor von Seld, später Hauptmann Koelle (Mai bis August 1917).
Die Baracken hatten einen Boden aus gelblichen Backsteinen, die Baracken selbst wurden aus Kiefernholz errichtet. Das Lager verfügte über einen eigenen Bahnanschluss mit Poststation, ein Pumpenhaus, Stromversorgung, ein Lazarett, eine Desinfektionsanstalt, Baderäume, Wirtschaftsbaracken, eine Strafanstalt mit Arrestzelle, eine Theaterbaracke für kulturelle Veranstaltungen für 600 Personen und in jedem Block Räumlichkeiten zur Abhaltung von Gottesdiensten. Die Kriegsgefangenen wurden als Arbeitskräfte in den Industriebetrieben der Stadt Dülmen und in der Landwirtschaft eingesetzt. In der Spitze waren 9.973 Gefangene untergebracht.
Im Hungerwinter 1916/17 starben vor allem russische Kriegsgefangene, da diese weniger Unterstützung aus ihrer Heimat als ihre Kameraden aus westlichen Ländern erhielten. Ein Friedhof wurde im April 1915 eingeweiht. Er wurde 1965 an den Ehrenfriedhof Hausdülmen an der Friedensallee bei Hausdülmen verlegt.
Das Lager wurde 1918 aufgelöst und diente ab 1919 bis Frühjahr 1921 als Heimkehrerlager für deutsche Soldaten.
Im Zuge der Erweiterung des Tagebaus am Silbersee II mussten auch die restlichen Spuren des Kriegsgefangenenlagers weichen. 1998 bis 2003 wurde das Areal von Schülern der Johann-Gutenberg-Schule archäologisch untersucht unter Leitung von Rudolf Hermanns. Dem letzten noch lebenden ehemaligen Gefangenen, dem Briten Thomas Spriggs, 102 Jahre alt, schrieben die Schüler einen Brief. Vom Lager ist noch das Haus des Kommandanten erhalten, es dient heute als Wohnhaus.